# Junghundschur
Die Junghundschur (auch Puppy-Schur oder Second-Puppy-Clip genannt) ist eine Schurart für Hunde.
Das Kopfhaar wird dabei mit einem sogenannten „Topknot“ zusammengehalten und zu einer Art Löwenschur frisiert.
Auf Ausstellungen werden die meisten Pudel in dieser Schurart gezeigt, da sie von der Mehrzahl der Richter bevorzugt wird. Da die Haare auf dem Kopf sehr lang sein müssen und viel Pflege erfordern (sie werden außerhalb der Ausstellungen meistens zu Zöpfen geflochten), stellen manche Züchter ihren Hund in der Junghundschur aus, die Krone ist aber kurz geschnitten, was von den Ausstellungsrichtern toleriert wird.